# أنطونيو روبنسون
أنطونيو روبنسون (بالإنجليزية: Antonio Robinson)‏ هو لاعب كرة قدم أمريكية أمريكي، ولد في 30 نوفمبر 1985 في ميامي في الولايات المتحدة.

## وصلات خارجية
- أنطونيو روبنسون على موقع مرجع كرة القدم المحترفة.كوم (الإنجليزية)